# John Nusum
John Barry Nusum (Mineola, 18 de março de 1981) é um futebolista bermudense.

## Carreira
Nusum sempre atuou por times amadores: começou no Furman Paladins, depois passou por Atlanta Silverbacks, Toronto Lynx, Philadelphia KiXX, Bermuda Hogges (por empréstimo) e desde 2009 atua pelo Crystal Palace Baltimore.